# Gustave Trouvé
Gustave Pierre Trouvé (Descartes, 2 gennaio 1839 – Parigi, 27 luglio 1902) è stato un ingegnere, inventore e fisico francese.

## Biografia
Gustave nacque in una famiglia modesta e suo padre, Jacques, era un commerciante di bestiame. Nel 1850 frequentò la scuola a Chinon e studiò per diventare fabbro ma poi dal 1854-55 passò all'Ecole des Arts et Métiers ad Angers. Dopo avere abbandonato i suoi studi per motivi di salute, lasciò la sua regione di origine per andare a Parigi dove ottenne un posto di lavoro presso un orologiaio.
Dal 1865 Trouvé allestì un laboratorio, nel centro di Parigi, dove innovò e brevettò svariate applicazioni sull'elettricità, che vennero pubblicate regolarmente su riviste scientifiche come La Nature.
Inventò una batteria zinco-carbone tascabile, per alimentare automi elettrici in miniatura, che presto divenne molto popolare. Una batteria simile venne inventata e commercializzata su larga scala da Georges Leclanché.
Grazie a numerose sue innovazioni, degne di nota, Gustave Trouvé contribuì al miglioramento dei sistemi di telecomunicazione. Nel 1872 sviluppò un telegrafo militare portatile, per una rete di collegamento che poteva raggiungere un raggio di un chilometro.
Questo dispositivo consentiva la trasmissione rapida degli ordini emessi e dei rapporti dal fronte. Nel 1874 inventò un dispositivo per la localizzazione e l'estrazione di oggetti metallici, come proiettili, dal corpo umano - il prototipo del cosiddetto metal detector di oggi.  Nel 1878 migliorò l'intensità del suono del sistema telefonico inventato da Alexander Graham Bell, incorporando una doppia membrana. Lo stesso anno inventò un microfono portatile ad alta sensibilità. Trouvé venne presto riconosciuto e rispettato per il suo talento nel miniaturizzare. Lo stesso anno, utilizzando una batteria realizzata da Gaston Planté (che alimentava una piccola lampadina a incandescenza a tenuta ermetica), inventò un "Polyscope", il prototipo dell'endoscopio di oggi.
Nel 1880 Trouvé migliorò l'efficienza di un piccolo motore elettrico, sviluppato da Siemens, e con la batteria ricaricabile, da lui da poco realizzata, lo montò su un triciclo inglese che era stato costruito nella città inglese di Coventry, inventando così il primo veicolo elettrico al mondo. Anche se questo venne testato con successo il 19 aprile del 1881 lungo la Rue Valois, nel centro di Parigi, non riuscì ad ottenere il brevetto. Trouvé rapidamente adattò il suo motore a batteria per la propulsione navale. Per rendere più facile il trasporto della sua motorizzazione marina e dalla sua bottega alla vicina Senna, Trouvé lo rese portatile e rimovibile dalla barca, inventando così il motore fuoribordo. Il 26 maggio del 1881 la sua lancia prototipo di 5m, che Trouvé battezzò Le Téléphone, raggiunse una velocità di 1 m/s (3,6 km/h) contro corrente e 2,5 m/s (9 km/h) a favore di corrente.
Trouvé presentò sia la sua barca (ma non il suo triciclo) che i suoi strumenti elettromedicali al Salone Internazionale dell'Elettricità a Parigi e, subito dopo, venne insignito della prestigiosa Legione d'Onore. Inoltre miniaturizzò il suo motore elettrico per alimentare un modellino di dirigibile, un trapano dentale, una macchina da cucire ed un rasoio.
Gustave Trouvé  inventò il suo "Photophore", o proiettore frontale a batteria, che realizzò per un cliente, il dottor Paul ilota, un dottore otorino di Rouen. Questo proiettore portatile poteva essere orientato dai movimenti della testa, liberando così le mani di chi lo indossava. L'intensa corrispondenza tra questi due uomini ci permette di fissare la data di questa invenzione, il 1883. Presto Trouvé modificò il faro portatile per l'utilizzo da parte di minatori, soccorritori, e successivamente speleologi - in ambienti senza luce, ma propose anche la colorazione della luce per creare gioielli illuminati per il teatro, per compagnie artistiche a Parigi ed in Europa. Quest'ultimo divenne noto come i "gioielli elettrici luminosi" e fu il precursore della tecnologia indossabile di oggi.
Nel 1884, Trouvé montò sia il corno elettrico che un proiettore frontale ad arco sulla barca elettrica, e fu la prima volta in assoluto che tali accessori elettrici vennero montati su qualsiasi mezzo di trasporto. Sviluppò anche una lampada portatile di sicurezza elettrica.  Nel 1887, Trouvé, il cui marchio divenne Eureka (in greco: εὑρίσκω = "ho trovato", tradotto in francese "J'ai trouvé), sviluppò poi anche la sua auxanoscope, un proiettore per diapositive elettrico per insegnanti itineranti (1887).
Durante lo stesso periodo, Trouvé, un scapolo incallito, disinteressato nella commercializzazione, volse lo sguardo e la mente fertile verso il cielo, convinto che il futuro sarebbe stato delle macchine più pesanti dell'aria, e così fece volare un modello di elicottero elettrico.

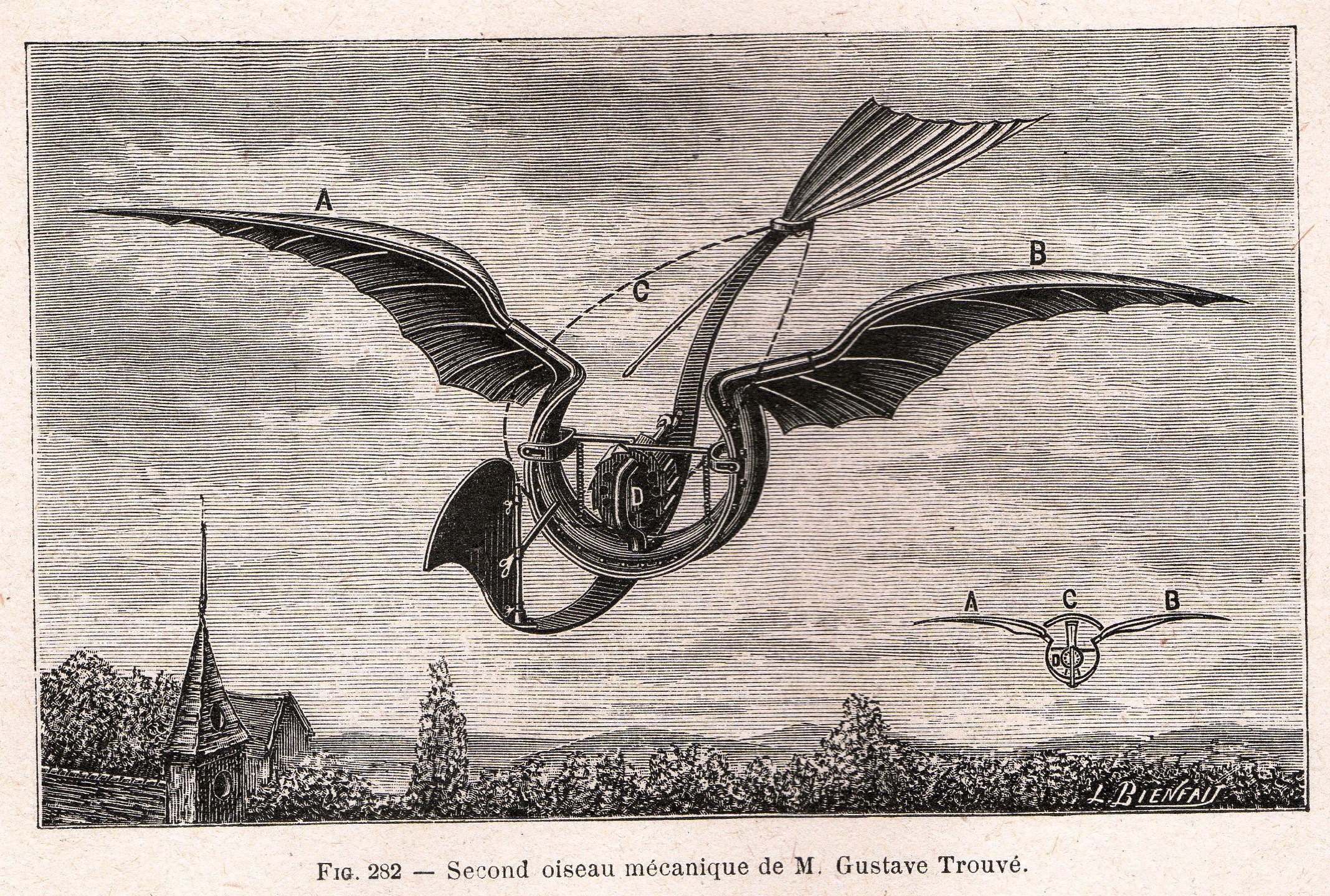
Uccello meccanico

Costruìpoi un uccello meccanico, le ali del quale venivano fatte sbattere da una successione rapida di spari di cartucce di pistola, che permettendo un rumoroso volo, senza precedenti, di 80 metri.
Nel 1889 sviluppò anche il fucile elettrico a batteria che aveva realizzato nel 1866. Aveva una luce frontale che consentiva la caccia notturna. Sviluppò anche un sistema di allarme elettrico con batteria per l'uso nella pesca notturna.
Nel 1891 Trouvé realizzò fontane multicolori elettriche per uso interno ed esterno. Vedendo i limiti dell'alimentazione elettrica senza il supporto affidabile di una rete nazionale, nel 1895 prese la recente scoperta ella luce ad acetilene e presto la sviluppò per uso domestico. Tra le sue 75 novità, ci sono anche: un dispositivo elettrico per massaggio, uno strumento, tipo tastiera elettrica, basato sulla ruota di Félix Savart; un giubbotto di salvataggio indossabile ed alimentato a batteria, un sistema di propulsione per barca a getto d'acqua ed una bicicletta semplificata.
Nel 1902, mentre Trouvé si concentrava sulla sua più recente innovazione, un piccolo dispositivo portatile che utilizzava la luce ultravioletta per il trattamento di malattie della cute, il prototipo della terapia PUVA, si tagliò accidentalmente il pollice e l'indice. Trascurando la ferita, sviluppò una setticemia e dopo un'amputazione presso l'Ospedale di Saint-Louis, Parigi, il 2 luglio del 1902 l'inventore sessantatreenne morì.
Quando la concessione obbligatoria per la sua tomba, nel cimitero della sua città natale di La Haye Descarte, non venne rinnovata, i resti di Trouvé vennero gettati in una fossa comune. Nel 1980, un incendio accidentale nel Palazzo Comunale produsse la distruzione di tutti i suoi archivi. Nel 2012, a seguito di una biografia francese scritta dallo scrittore e storiografo inglese Kevin Desmond (autore ed esperto sulla storia del trasporto), una targa commemorativa venne ufficialmente inaugurata nella sua città natale. Tre anni dopo, nel 2015, a seguito di un'ampliata biografia in lingua inglese, sempre dallo stesso autore, la decisione è fatta d'inaugurare una seconda targa sulla parete esterna del suo ex laboratorio in rue Vivienne 14, Paris 2ème, prevista per settembre 2016. La ricerca di rimanenti esempi dei suoi strumenti continua e si estende in tutto il mondo.

## Invenzioni ed innovazioni in ordine cronologico
- 1864 Motore elettro-sferica
- 1865 Batteria sigillata lillipuziana
- 1865 Dispositivi elettromedicali
- 1865 Gioielli elettro-mobili
- 1865 Giroscopio elettrico
- 1866 Fucile elettrico
- 1867 Kit elettro-medicali
- 1869 Pantoscopio a combustibile liquido
- 1870 Dispositivo che imita il volo degli uccelli
- 1872 Telegrafo militare portatile
- 1873 Batteria bicromato migliorata
- 1874 Individuatore-estrattore di proiettili
- 1875 Almanacco elettrico, calendario elettrico
- 1875 Macchina portatile dinamo-elettrica
- 1875 Tuta spaziale per aeronauti, con fornitura ossigeno
- 1877 Simulazione di contrazione muscolare
- 1877 Fermacarte elettrico
- 1878 Poliscopio esplorativo per cavità del corpo umano
- 1878 Telefoni e miglioramento del microfono
- 1880 Miglioramento del motore Siemens
- 1881 Produzione di magneti
- 1881 Gioielli elettrici - luminosi
- 1881 Barca elettrica
- 1881 Trapano dentistico miniaturizzato
- 1881 Motore fuoribordo
- 1881 Triciclo elettrico
- 1883 Illuminazione subacquea.
- 1883 Faro frontale Helot-Trouvé
- 1883 Faro elettrico per veicoli
- 1884 Lampada di sicurezza - elettrica
- 1885 Dispositivi per l'illuminazione fisiologica e laboratori di chimica
- 1885 Illuminazione subacquea usata durante la costruzione del Canale di Suez
- 1886 Nuovo sistema per la costruzione di eliche
- 1886 Sirena elettrica per segnalazione di allarme
- 1887 Modello funzionante di elicottero elettrico (al guinzaglio)
- 1887 “Auxanoscope” elettrico (proiettore di immagini)
- 1889 Contatore elettrico
- 1889 Dinamo elettrico per dimostrazione
- 1889 Miglioramenti al fucile elettrico
- 1889 Sistema per trasportare lastre di vetro piatte
- 1890 Dinamometro universale
- 1890 Illuminazione elettrica per carrozze a cavalli
- 1890 “Orygmatoscope” elettrico per il controllo degli strati geologici.
- 1890 Attrezzatura elettrico-pneumatico portatile per accendere i lampioni
- 1891 Secondo uccello meccanico
- 1891 Miglioramenti per fontane luminose elettriche
- 1892 Innesco elettrico per fotografia time-lapse
- 1892 Dinamometro medico portatile
- 1892 Dispositivo per massaggio
- 1892 Dispositivo batteria elettrica per ernie
- 1893 Sistema di ventilazione elettrica industriale
- 1894 Sistema per la pesca automatica notturna
- 1894 Lancia elettrica sbalorditiva per la caccia
- 1894 Cintura gioielli luminosa elettrica
- 1894 Dispositivo a tastiera elettrica basata sulla ruota di Savart
- 1894 Corda per saltare - elettrica luminosa
- 1895 Illuminazione domestica - acetilene
- 1895 Motore elettrico universale AC/DC
- 1895 Miglioramento della bicicletta
- 1895 Macchina manuale/elettrica ibrida per massaggi
- 1897 Dispositivo per l'imbottigliamento automatico dell'acetilene
- 1897 Dispositivo per chiudere ermeticamente contenitori di acetilene
- 1897 Mulino giocattolo per cappelli e bastoni
- 1898 Pompa rotativa industriale multi-funzionale ~ manuale-elettrica
- 1899 Carburatore per motori a combustione interna
- 1900 Giubbotto di salvataggio indossabile, gonfiabile a batteria elettrico
- 1901 Strumenti per fototerapia
- 1902 Pistola-arpione giocattolo a molla
- 1902 Propulsione di barca o sottomarino modello con acetilene